# Федеративное государство

Федерации
Унитарные государства

Федерати́вное государство, федера́ция (лат. fœderātiō — союз, объединение), союзное государство, союзные государства — форма государственного устройства, при которой части государства являются государственными образованиями, обладающими юридически определённой политической самостоятельностью в рамках федерации.
Для федерации нужно наличие государственно-территориальных образований — субъектов федерации, не обладающих государственным суверенитетом, но имеющих достаточно широкие полномочия во внутренней политике. Многие крупнейшие страны мира — федерации, например, Россия, Соединённые Штаты Америки, Канада, Бразилия, Германия, Индия, Австралия, Мексика, Аргентина, Пакистан.
Субъе́кт федера́ции — политическое образование, имеющее ряд признаков государства, но не имеющее государственного суверенитета.

## Федерализм
Основной принцип федерации — федерали́зм (фр. fédéralisme, восходит к лат. feodus «договор, союз»). Он заключается в признании политическим идеалом федеративной организации государства, стремление либо объединить несколько отдельных государств (стран) в одну федерацию, либо обратить унитарное государство в федеративное. Федерализм не раз являлся объединяющим началом сильных партий. Противоположность «федералистам» — «унитаристы». Европейский федерализм возник в послевоенной Европе, и одной из наиболее важных инициатив в этом направлении была речь Уинстона Черчилля в Цюрихе в 1946 году.
Некоторые исследователи, изучая историю развития федералистской мысли, отмечают такое явление как «теологический федерализм», которое было актуально в Европе в XVI—XVII вв. Оно является следствием из протестантских доктрин, развивавшихся в те времена. Важным этапом в становлении федерализма стали события в Америке XVIII века, времён войны с Англией. Там Вторым Континентальным конгрессом был принят документ под названием «Статьи конфедерации». Он определял США как конфедерацию и закреплял за её субъектами соответствующие права. Это было сделано для создания более крепкого союза в борьбе с Англией. Однако вскоре стало ясно, что по-настоящему мощный союз можно создать именно путём установления федеративного государства, ведь в противном случае соперничество между странами внутри конфедерации сохраняется и ослабляет её.
Из реализуемых ныне федеративных моделей можно составить две группы, одна из которых может быть обозначена как дуалистический (дуальный) федерализм или диархия, а вторая как кооперативный федерализм. Первая модель ярко реализовывалась в США, получив название американского федерализма. Однако в современном мире более актуален второй, кооперативный тип, как более либеральный тип федеративного устройства. Для такой модели характерна ценность сотрудничества, и между различными субъектами, и между субъектами и федеральным центром. В некоторых странах набирает популярность идея нового — конкурентного федерализма, для которого характерно не стремление к уравниванию всех субъектов и их тесное взаимодействие, а, напротив, разумный уровень соперничества между ними, обеспечивающий их более интенсивное развитие.

## Факторы федерализации государства
Существует ряд предпосылок, которые самостоятельно или в своей совокупности становятся причинами постепенной федерализа́ции государства. Так, важнейшим фактором является территориальный. Разделение государственной территории естественными барьерами, такими как горные цепи или проливы и иные большие водные объекты может способствовать федерализации, однако она будет иметь место только в совокупности с фактором накопления индивидуальных черт внутри тех территорий, которые отделены от основной. В ином случае, если явных культурных различий нет, то федерализация далеко не является неизбежной.
Безусловно, важнейшей предпосылкой возможной федерализации в будущем является многонациональность государства. Однако здесь, помимо культурных различий между народами, важно ещё и наличие у народов желания получить национальную независимость, реализовать своё право на самоопределение в пределах государства, не отделяясь от него.
Исторически также представляется возможной федерализация, формирование федеративного государства в результате объединения территорий в процессе перехода от феодализма к следующей ступени развития.

## Федеративная трансформация
Под федеративной трансформацией понимается переход государства от унитарной территориальной формы к федеративной. В современном мире такой процесс чаще всего детерминируется необходимостью решения национального вопроса, проблемы этнического сепаратизма. Федеративная трансформация в таком случае становится неизбежной, если государство хочет сохранить свою территориальную целостность. Примером федеративной трансформации можно считать опыт Бельгии, которая изначально включала в себя три крупных региона, а кроме того, в ней существовали три яркие этнолингвистические общности.

## Основные признаки федеративного государства
В федеративном государстве, в отличие от унитарного, имеются две системы высших органов власти: федеральные и субъектов федерации. Наряду с федеральной конституцией субъекты федерации издают собственные нормативные правовые акты учредительного характера (например, конституции, уставы, основные законы). Они наделены правом издавать региональные законы. У субъектов ряда федераций нередко имеется собственный институт гражданства, столица, герб и иные элементы конституционно-правового статуса государства, за исключением государственного суверенитета.
При этом субъект федерации не может быть субъектом международных отношений, не выйдя из состава федерации (сецессия). Субъекты федерации могут иметь различные наименования, которые, как правило, определяются историческими или правовыми факторами: штаты, провинции, области, края, республики, земли (как например Земли в Германии или федеральные земли в Австрии) и иное. Федерацию следует отличать от конфедерации, которая является международно-правовым союзом суверенных государств. Однако на практике различить правовую природу тех или иных образований бывает весьма затруднительно — многие существовавшие или ныне существующие конфедерации по своему устройству очень близки к федерациям или даже почти или фактически являются федерациями. Например, Швейцария (официально Швейцарская Конфедерация, лат. Confoederatio Helvetica), до сих пор провозглашаемая как конфедерация, де-факто есть федерация, в которой кантоны давно превратились в классические субъекты федерации. Советский Союз, формально не определявшийся ни федерацией, ни конфедерацией, по конституции был ближе к последней, декларируясь как союз суверенных государств (с конституционным правом быть самостоятельными субъектами международных отношений и иметь собственные вооружённые силы), на практике же на протяжении всей своей истории выступая жёсткой федерацией. Евросоюз, напротив, являет собой пример классической конфедерации, но не определяется как государство.
Можно выделить наиболее общие черты, характерные для большинства федеративных государств:
- Территория федерации состоит из территорий её отдельных субъектов: штатов, провинций, кантонов, республик, эмиратов и т. д.;
- В федеративном государстве верховная законодательная, исполнительная и судебная власть принадлежит федеральным государственным органам законодательной, исполнительной и судебной властей соответственно. Компетенция между федерацией и её субъектами разграничивается федеральной конституцией;
- В некоторых федерациях субъекты обладают правом принятия собственной конституции, имеют собственные внутренние верховные законодательные, исполнительные и судебные органы;
- Основную общегосударственную внешнеполитическую деятельность в федерациях осуществляют федеральные государственные органы. Они официально представляют федеративное государство в межгосударственных отношениях (США, Российская Федерация, ФРГ, Бразилия, Индия и др.);
- Обязательным признаком федеративности государства считается двухпалатная структура федерального парламента. Нижняя палата является органом общегосударственного представительства, и депутаты в неё избираются со всей страны. Верхняя палата — орган представительства субъектов федерации.

## Центр и субъекты в Конституциях федераций
В Конституциях различных федеративных моделей мира отражаются разные способы разграничения предметов ведения федерального центра и субъектов государства. В каких-то странах полномочия распределяются в пользу субъектов по остаточному принципу, в каких-то, наоборот, таким образом определяются полномочия центра. Выделяют следующие модели конституционного распределения полномочий:
1. Определение полномочий только федерального центра. В конституциях некоторых государств конституционно определены компетенции исключительно самой федерации, а субъекты получают полномочия по остаточному принципу. Однако при таком подходе возможна чрезмерная узурпация власти федеральным центром;
2. Закрепление в конституции сфер ведения федерального центра и совместного ведения. Подобная модель действует и в РФ, что отражено в ст. 71-72 Конституции РФ;
3. Определение сфер ведения отдельно федерального центра и субъектов. В таких моделях федеративных конституций присутствуют главы, где точно определены сферы деятельности федерации и регионов. Кроме того, например, в Конституции США также присутствуют положения о том, какие меры федеральному центру запрещается применять по отношению к субъектам;
4. В конституциях ряда других стран присутствуют главы, посвящённые всем трём видам компетенций: федеральным, региональным и совместным. Это последний из ныне существующих способов конституционного разграничения полномочий субъектов в федеративном государстве. Своеобразная система взаимодействия федерального и регионального законодательства в связи с этим установлена в Германии: субъекты имеют право принимать необходимые законы на своей территории, однако, если центр издаёт закон, регулирующий те же отношения, то региональный нормативный акт автоматически теряет свою силу[8].

## Парламент в федеративном государстве
Обязательным признаком федерации и одновременно её характерной чертой является наличие двухпалатного парламента. Нижняя палата, как правило, избирается на всенародном голосовании, а верхняя, в которой осуществляется представительство субъектов государства, может формироваться разными способами.
Одним из путей формирования верхней палаты является проведение выборов представителей в субъектах федерации. Таким образом представители регионов избираются, например, в США, Швейцарии, Бразилии и др.
Второй способ рекрутирования представителей субъектов — пропорциональное населённости субъекта количество представителей, избираемых в легислатуре. Данная система действует в Австрии.
Ещё один путь избрания представителей — назначение их различными органами государственной власти. Так, в одних странах депутаты избираются главами субъектов, в других — генерал-губернаторами по поручению правительства и иными методами. Различные вариации такого метода встречаются в таких странах как Россия, Германия, Канада и др.

## Виды федераций
По особенностям конституционно-правового статуса субъектов федеративного государства выделяют:
- симметричные;
- асимметричные.

В симметричных федерациях субъекты обладают одинаковым конституционно-правовым статусом (например, Федеративная Демократическая Республика Эфиопия, Соединённые Штаты Америки), в асимметричных — конституционно-правовой статус субъектов различен (например, Республика Индия, Малайзия).
По особенностям формирования федерации выделяют:
- территориальные;
- национальные;
- национально-территориальные (смешанные).

При формировании территориальных федераций используется территориальный географический признак (например, США, Германия). В национальных — по национальному признаку (например, бывшие федерации Чехословакия, Югославия). В смешанных федерациях формирование идёт по обоим признакам (например, Россия). Способы формирования федерации в значительной мере определяют характер, содержание, структуру государственного устройства.
Более стабильными считаются территориальные федерации. Это связывается с тем, что при таком типе формирования субъектов наиболее низок риск сепаратизма отдельных регионов. В противовес территориальным, национальные и этнонациональные образования в гораздо большей степени склонны к распаду из-за возможности возникновения у отдельного народа желания реализовать свои права. Самыми устойчивыми можно назвать смешанные федерации, в которых гармонично сочетается ряд признаков, по которым образуются субъекты.
По способу образования федерации делятся на:
- договорные;
- конституционные.

Конституционные федерации часто возникают на базе ранее существовавшего унитарного государства (нередко империи). Вопреки распространённому заблуждению, в конституциях таких федераций, как правило, прописан принцип территориальной целостности страны и субъекты федерации не имеют права свободного выхода из состава государства (например, Германия, Бразилия, Россия).
Договорные федерации образуются путём заключения договора между независимыми государствами, существовавшими самостоятельно, но осознавшими необходимость государственного объединения для совместного отстаивания общих интересов (например, Швейцарский союз, Тринадцать колоний).
По степени централизации:
- централизованные (Аргентина, Германия, Россия);
- децентрализованные (Швейцария, США).

## «Мягкая федерация»
«Мягкая федерация» — федерация, субъекты которой имеют право сецессии. Ранее мягкой федерацией по итогам всесоюзного референдума должен был стать обновлённый Союз ССР – Союз Суверенных Государств, но после августовского путча проект потерпел крах. Чертами мягкой федерации формально обладал Советский Союз, который, однако, не определялся конституционно как федерация, его субъекты, согласно союзной и республиканским конституциям, обладали, помимо права сецессии, декларированным государственным суверенитетом (ограниченным по ряду вопросов, отданных в общесоюзное ведение) и возможностью самостоятельного международного представительства, что нехарактерно для федераций.
В настоящее время единственной официальной мягкой федерацией является Эфиопия. Европейский союз обладает чертами мягкой федерации, однако не считается государством в смысле международного права. Также черты мягкой федерации ярко выражены у Швейцарии, но формально она является конфедерацией.

## Современные федеративные государства

Современные федеративные государства на карте мира, показаны зелëным

| Европа 1. Российская Федерация 2. Австрийская Республика 3. Федеративная Республика Германия 4. Босния и Герцеговина 5. Королевство Бельгия 6. Швейцарская Конфедерация | Азия 1. Исламская Республика Пакистан 2. Малайзия 3. Объединённые Арабские Эмираты 4. Республика Индия 5. Республика Ирак 6. Федеративная Демократическая Республика Непал | Африка 1. Республика Судан 2. Союз Коморы 3. Федеративная Демократическая Республика Эфиопия 4. Федеративная Республика Нигерия 5. Республика Южный Судан 6. Федеративная Республика Сомали | Америка 1. Аргентинская Республика 2. Боливарианская Республика Венесуэла 3. Канада 4. Мексиканские Соединённые Штаты 5. Соединённые Штаты Америки 6. Федеративная Республика Бразилия 7. Федерация Сент-Китс и Невис | Австралия и Океания 1. Австралийский Союз 2. Федеративные Штаты Микронезии |

- Конституция и законы Боснии и Герцеговины, а также Дейтонское соглашение не определяют данное государство как федерацию. Вывод о федеративном государственном устройстве (а некоторыми исследователями — даже как о конфедеративном[11][12][13], но без права сецессии) делается по ряду внешних признаков. Формально Босния и Герцеговина является децентрализованным унитарным государством с широкими полномочиями входящих в него субъектов (энтитетов).

## Федеративные государства, существовавшие в прошлом

### Европа
- Федеративная Республика Испания (1873—1874).
- Союз Советских Социалистических Республик (1922—1991)[14].
- Демократическая Федеративная Югославия (1945),  Социалистическая Федеративная Республика Югославия (1945—1992):
  -  Союзная Республика Югославия (1992—2003),  Государственный Союз Сербии и Черногории (2003—2006) — «Малая Югославия».
- Чехо-Словацкая Республика (1938—1939), позднее — Чехословацкая Социалистическая Республика (1968—1990) и Чешская и Словацкая Федеративная Республика (1990—1992).
- Германская империя (1871—1918),  Веймарская республика (1918—1933).
- Речь Посполитая (1569—1795).

На границе Европы и Азии:
- Закавказская Социалистическая Федеративная Советская Республика (Закавказская Федерация, ЗСФСР) в составе СССР (1922—1936).

### Азия
- Федеративные Малайские Штаты (1896—1946),  Малайский Союз (1946—1948),  Малайская Федерация (1948—1963).
- Соединённые Штаты Индонезии (1949—1950).
- Федерация Южной Аравии (1962—1967).

### Африка
- Французская Западная Африка (1904—1958).
- Французская Экваториальная Африка (1910—1960).
- Соединённое Королевство Ливия (1951—1963).
- Федерация Родезии и Ньясаленда (1953—1963).
- Объединённая Арабская Республика (ОАР, 1958—1971).
- Малийская Федерация (1959—1960).
- Федеративная Республика Камерун (1961—1972).
- Уганда (1962—1967).
- Демократическая Республика Конго (1960—1971).
- Объединённая Республика Танзания.

### Америка
- Соединённые Провинции Центральной Америки (1823—1838).
- Конфедеративные Штаты Америки (1861—1865).
- Великая Колумбия (1819—1831),  Республика Новая Гранада (1855—1886).
- Вест-Индская Федерация (1958—1962).

## Вымышленные федерации
Вымышленные федерации довольно часто встречаются в вымышленных фантастических вселенных.
Яркие примеры вымышленных федераций:
1. Объединённая федерация планет (Звёздный путь);
2. Старая Республика и Новая Республика (Звёздные войны);
3. Земной Альянс и Минбарская федерация (Вавилон-5);
4. Федерация (одна из трёх сверхдержав во вселенной Elite: Dangerous);
5. Объединённая федерация (Papers, Please).